# Saison 2009-2010 du Grenoble Foot 38
Maillots
Chronologie
Saison précédente
Le Grenoble Foot s'aligne pour la saison 2009-2010 en Ligue 1, en Coupe de France, ainsi qu'en Coupe de la Ligue.

## Effectif 2009-2010
| N° | Nom               | Poste     | Naissance          | Nationalité sportive | Sélection         | Contrat actuel              | Dernier club           |
| 1  | Jody Viviani      | Gardien   | 25 janvier 1982    | France               | -                 | Juin 2009 - Juin 2011       | AS Saint-Étienne       |
| 2  | Laurent Courtois  | Milieu    | 1er septembre 1978 | France               | -                 | Juillet 2008 - Juillet 2012 | Levante UD             |
| 3  | Sandy Paillot     | Défenseur | 27 février 1987    | France               | France Espoirs    | Juin 2009 - Juin 2013       | Olympique lyonnais     |
| 5  | Martial Robin     | Défenseur | 27 août 1977       | France               | -                 | Juillet 2007 - Juin 2010    | AC Ajaccio             |
| 6  | Alaixys Romao     | Milieu    | 18 janvier 1984    | Togo                 | Togo A            | Mai 2007 - Juin 2009        | CS Louhans-Cuiseaux    |
| 7  | Nicolas Dieuze    | Milieu    | 7 mai 1979         | France               | -                 | Juillet 2007 - Juin 2011    | Le Havre AC            |
| 8  | Sofiane Feghouli  | Milieu    | 26 décembre 1989   | France               | France Espoirs    | Juin 2007 - Juin 2011       | Formé au Club          |
| 9  | Josip Tadić       | Attaquant | 22 août 1987       | Croatie              | Croatie Espoirs   | Juillet 2009 - Juin 2013    | Dinamo Zagreb          |
| 10 | Laurent Batlles   | Milieu    | 23 septembre 1975  | France               | -                 | Juillet 2008 - Juin 2011    | Toulouse FC            |
| 12 | Bostjan Cesar     | Défenseur | 9 juillet 1982     | Slovénie             | Slovénie A        | Janvier 2009 - Juin 2011    | Olympique de Marseille |
| 14 | David Jemmali     | Défenseur | 13 décembre 1974   | Tunisie              | Tunisie A         | Juillet 2008 - Juin 2010    | Girondins de Bordeaux  |
| 15 | Zoran Rendulić    | Défenseur | 22 mai 1984        | Serbie               | Serbie Espoirs    | Juin 2008 - Juin 2010       | FK Borac Čačak         |
| 16 | Brice Maubleu     | Gardien   | 1er décembre 1989  | France               | -                 | Juin 2008 - Juin 2012       | Formé au Club          |
| 17 | Nassim Akrour     | Attaquant | 10 juillet 1974    | Algérie              | Algérie A         | août 2005 - Juin 2008       | Le Havre AC            |
| 18 | Laurent Macquet   | Milieu    | 11 août 1979       | France               | -                 | Janvier 2008 - Juin 2011    | KSK Beveren            |
| 19 | Pierre Boya       | Attaquant | 16 janvier 1984    | Cameroun             | Cameroun A        | Janvier 2009 - Juin 2012    | FC Rapid Bucarest      |
| 20 | Sho Ito           | Attaquant | 24 juillet 1988    | Japon                | Japon -20ans      | Janvier 2007 - Juin 2010    | Formé au Club          |
| 21 | Jimmy Juan        | Milieu    | 10 juin 1983       | France               | -                 | Juin 2006 - Juin 2010       | Ipswich Town           |
| 22 | Daisuke Matsui    | Milieu    | 11 mai 1981        | Japon                | Japon A           | Juin 2009 - Juin 2012       | AS Saint-Étienne       |
| 23 | David Sauget      | Défenseur | 23 novembre 1979   | France               |                   | Août 2009 - Juin 2012       | AS Saint-Étienne       |
| 24 | Jonathan Tinhan   | Milieu    | 1er juin 1989      | France               | -                 | Juin 2009 - Juin 2012       | Formé au Club          |
| 25 | Hugo Cianci       | Défenseur | 9 juin 1989        | France               | -                 | Juin 2009 - Juin 2012       | Formé au Club          |
| 26 | Yoric Ravet       | Attaquant | 12 septembre 1989  | France               | -                 | Juillet 2008 - Juillet 2010 | Formé au Club          |
| 27 | Milivoje Vitakić  | Défenseur | 16 mai 1977        | Serbie               | Serbie A          | Juin 2007 - Juin 2010       | Lille OSC              |
| 28 | Danijel Ljuboja   | Attaquant | 4 septembre 1978   | Serbie               | Serbie A          | Juillet 2009 - Juin 2013    | VfB Stuttgart          |
| 29 | Jimmy Mainfroi    | Défenseur | 28 mars 1983       | France               | -                 | Juin 2007 - Juin 2012       | Montpellier HSC        |
| 30 | Ronan Le Crom     | Gardien   | 13 juillet 1974    | France               | -                 | Juillet 2008 - Juillet 2010 | RC Lens                |
| 31 | Mustafa Kučuković | Attaquant | 5 novembre 1986    | Allemagne            | Allemagne Espoirs | Janvier 2009 - Juin 2012    | TSV Munich 1860        |
| 33 | Alexandre Madeddu | Attaquant | 11 Février 1993    | France               | France -17ans     | Août 2009 - Juin 2011       | Formé au Club          |

## Transferts

### Été 2009
| Nom                  | Nationalité | Transfert                  | Provenance/Destination | Division   |
| Arrivées             |             |                            |                        |            |
| Sandy Paillot        | France      | Levée d'option d'achat 2M€ | Olympique lyonnais     | Ligue 1    |
| Jody Viviani         | France      | Transfert 500 000 €        | AS Saint-Étienne       | Ligue 1    |
| Josip Tadić          | Croatie     | Transfert 500 000 €        | Dinamo Zagreb          | Croatie    |
| Daisuke Matsui       | Japon       | Transfert                  | AS Saint-Étienne       | Ligue 1    |
| Danijel Ljuboja      | Serbie      | Transfert                  | VfB Stuttgart          | Bundesliga |
| Nicolas Dieuze       | France      | Transfert                  | Le Havre AC            | Ligue 1    |
| David Sauget         | France      | Transfert                  | AS Saint-Étienne       | Ligue 1    |
| Jean Calvé           | France      | Transfert                  | AS Nancy-Lorraine      | Ligue 1    |
| Retour de prêts      |             |                            |                        |            |
| Jimmy Juan           | France      | Retour de prêt             | LB Châteauroux         | Ligue 2    |
| Prêts                |             |                            |                        |            |
| Signatures pros      |             |                            |                        |            |
| Jonathan Tinhan      | France      | Signature pro              | Réserve du GF38        | CFA2       |
| Hugo Cianci          | France      | Signature pro              | Réserve du GF38        | CFA2       |
| Alexandre Madeddu    | France      | Signature pro              | Réserve du GF38        | CFA2       |
| Départs              |             |                            |                        |            |
| Francis N'Ganga      | France      | Transfert                  | Tours FC               | Ligue 2    |
| Hristo Yanev         | Bulgarie    | Fin de contrat             | PFK Litex Lovetch      | Ligue A    |
| Milos Dimitrijevic   | Serbie      | Fin de contrat             | Tours FC               | Ligue 2    |
| Paul Cattier         | France      | Fin de contrat             | Stade de Reims         | National   |
| Grégory Wimbée       | France      | Fin de contrat             | Valenciennes FC        | Ligue 1    |
| Walid Regragui       | Maroc       | Fin de contrat             | Moghreb de Tétouan     | Maroc      |
| Bouchaib El Moubarki | Maroc       | Fin de contrat             | Moghreb de Tétouan     | Maroc      |
| Maxence Flachez      | France      | Fin de contrat             | Consultant à OL TV     | Télévision |
| Matthieu Gianni      | France      | Fin de contrat             |                        |            |
| Retour de prêts      |             |                            |                        |            |
| Daniel Moreira       | France      | Fin de prêt                | Stade rennais          | Ligue 1    |
| Larsen Touré         | Guinée      | Fin de prêt                | LOSC                   | Ligue 1    |
| Elliot Grandin       | France      | Fin de prêt                | Olympique de Marseille | Ligue 1    |
| Albert Baning        | France      | Fin de prêt                | Paris Saint-Germain    | Ligue 1    |
| Prêts                |             |                            |                        |            |

### Hiver 2010
| Nom             | Nationalité | Transfert | Provenance/Destination | Division |
| Arrivées        |             |           |                        |          |
| François Marque | France      |           | FC Bâle                |          |
| Retour de prêts |             |           |                        |          |
| Prêts           |             |           |                        |          |
| Signatures pros |             |           |                        |          |
| Départs         |             |           |                        |          |
| Retour de prêts |             |           |                        |          |
| Prêts           |             |           |                        |          |

## Faits marquants de la saison

### Juillet: Avant-saison
Le 8 juillet, les grenoblois entament leurs séries de matchs d'avant-saison contre Besançon. Le match débute mal pour les hommes de Mécha Bazdarevic puisqu'au bout de 10 minutes, ils encaissent un but, et un second 7 minutes, plus tard. Mustafa Kučuković parvient à réduire le score à la 40e sur une superbe passe en profondeur de Pierre Boya. En seconde mi-temps, le GF38 tente de revenir au score mais en vain, ils concèdent un penalty, bien arrêté par le nouveau potier, Jody Viviani. Les isérois s'inclinent donc sur ce score 2 à 1 en faveur de Besançon.
Le 15 juillet, les grenoblois poursuivent leurs séries de matchs d'avant-saison faca au FC Sochaux. Le GF38 commence bien son match puisque dès la 13e minute la nouvelle recrue, le feu-follet japonais Daisuke Matsui ouvre le score. Les grenoblois gèrent bien la rencontre jusqu'aux 10 dernières minutes du match où ils se relâchent et encaisse deux buts coup sur coups. Les hommes de Mécha Bazdarevic s'inclinent finalement sur le score de 2 à 1 face au FC Sochaux.
Le 18 juillet, les grenoblois se rendent à Aix-les-Bains pour y affronter l'Olympique Croix-de-Savoie 74. Le match commence tranquillement pour les isérois puisqu'au bout de 20 minutes de jeu ils mènent déjà 2-0, sur un but de Laurent Courtois à la 12e et de Nassim Akrour à la 20e. Les grenoblois gèrent la rencontre, avant que les savoyards ne réduisent l'écart sans grande conséquence puisque le GF38 s'impose tout de même 2-1.
Le 22 juillet, les grenoblois affrontent l'AS Saint-Étienne pour un joli derby entre pensionnaires de Ligue 1 et "voisins". Les grenoblois ne sont pas dans leur match, l'international français Bafé Gomis ouvre le score à la 36e minute puis remet ça à la 59e et réussi un hat-trick puisu'il plante un dernier but dans la lucarne de Ronan Le Crom à la 65e. L'attaquant néo-grenoblois Mouhamadou Seye réduit l'écart à la 80e sans grand espoir de revenir à 3 partout. Les grenoblois s'inclinent donc pour la première fois depuis 3 matches face à leur voisin stéphanois qu'ils avaient battu sur le même score en match amical l'année dernière puis 2-0 à Geoffroy-Guichard lors des matchs aller de la saison dernière et 1-0 au Stade des Alpes au match retour.
Le 25 juillet, les grenoblois affrontent le FC Istres fraîchement promu ne Ligue 2 avec un titre de champion de National en poche. Le match commence bien pour le dauphinois puisqu'il ouvrele score rapidement, à la 17e minute sur penlty par l'intermédiaire de l'ancien joueur de Levante, Laurent Courtois. Les grenoblois jouent bien et gèrent la rencontre. Le jeune Jonathan Tinhan qui a signé son premier contrat pro il y a quelques semaines double la mise à la 74e sur une passe du gardien Jody Viviani. Le break est donc fait mais à la 88e Yohann Rivière réduit l'écart à la suite d'un relâchement de la défense grenobloise. Le GF38 s'impose donc 2-1 contre l'ancien club de Mécha Bazdarevic à qui il avait fait connaître les plaisirs de la Ligue 1 lors d'une saison, en 2004/2005.
Le 28 juillet, les grenoblois affrontent le Gap FC, club de CFA. Le GF38 commence la rencontre sur de bonnes bases, l'international espoir allemand, Mustafa Kučuković ouvre le score à la 19e minute, les grenoblois gèrent bien leur avance si bien qu'ils obtiennent un penalty tiré par Laurent Courtois qui rate la balle de 2-0. Les adversaires du jour des grenoblois ne plient pas et reviennent à 1 partout par l'intermédiaire de Machado à la 69e minute. Le score en reste là, premier match nul des grenoblois dans ses matchs de préparation.

### Août à mai: Saison en championnat
La saison débute de manière désastreuse avec 11 défaites en 11 matches, et même 12 défaites en 12 journées, la défaite contre Le Mans lors de la 10e journée ayant été un match reporté. Le GF38 égale alors le triste record de défaites consécutives détenu depuis deux ans par Strasbourg. Malgré quelques beaux matchs, notamment un 5 à 0 infligé à Auxerre, au Stade des Alpes en février et un 4-0 face au Paris Saint-Germain le 27 avril 2010, le club est officiellement relégué en Ligue 2 à la suite de la défaite 4 buts à 0 à Toulouse le 10 avril 2010. Le GF38 termine la saison avec 25 défaites pour seulement 5 victoires et 8 nuls. Ils auront marqué 31 buts en encaissant 61.

## Les rencontres de la saison

### Matchs amicaux
| Date            | Adversaire                   | Lieu                   | Score | Buteurs                      | Public |
| 8 juillet 2009  | Besançon RC                  | Saint-Loup-sur-Semouse | 1 - 2 | Kučuković (40e)              | 300    |
| 15 juillet 2009 | FC Sochaux                   | Besançon               | 1 - 2 | Matsui (13e)                 | NC     |
| 18 juillet 2009 | Olympique Croix-de-Savoie 74 | Aix-les-Bains          | 2 - 1 | Courtois (12e), Akrour (20e) | NC     |
| 22 juillet 2009 | AS Saint-Étienne             | Albertville            | 1 - 3 | Seye (80e)                   | 100    |
| 25 juillet 2009 | FC Istres                    | Granges                | 2 - 1 | Courtois (17e), Tinhan (74e) | NC     |
| 28 juillet 2009 | Gap FC                       | Sassenage              | 1 - 1 | Kučuković (19e)              | NC     |
| 1er août 2009   | Montpellier HSC              | Grenoble               | 0 - 0 |                              | NC     |

### Ligue 1
| Date              | Journée | Adversaire             | Lieu | Score | Rapport | Buteurs                                                  | Class. | Public |
| 8 août 2009       | J01     | Olympique de Marseille | Dom. | 0-2   | Rapport |                                                          | 17     | 19626  |
| 16 août 2009      | J02     | US Boulogne            | Ext. | 2-1   | Rapport | Ljuboja (46e)                                            | 17     | 10452  |
| 23 août 2009      | J03     | RC Lens                | Dom. | 1-2   | Rapport | Ljuboja (12e)                                            | 18     | 15431  |
| 29 août 2009      | J04     | AS Saint-Étienne       | Ext. | 1-0   | Rapport |                                                          | 20     | 25321  |
| 12 septembre 2009 | J05     | Girondins de Bordeaux  | Ext. | 1-0   | Rapport |                                                          | 20     | 28211  |
| 19 septembre 2009 | J06     | Stade rennais          | Dom. | 0-4   | Rapport |                                                          | 20     | 13154  |
| 26 septembre 2009 | J07     | AJ Auxerre             | Ext. | 2-0   | Rapport |                                                          | 20     | 8631   |
| 3 octobre 2009    | J08     | Montpellier HSC        | Dom. | 2-3   | Rapport | Ljuboja (47e), Dieuze (90+2e)                            | 20     | 14676  |
| 17 octobre 2009   | J09     | Valenciennes FC        | Ext. | 2-0   | Rapport |                                                          | 20     | 12177  |
| 24 octobre 2009   | J10     | AS Nancy-Lorraine      | Dom. | 1-2   | Rapport | Ljuboja (53e)                                            | 20     | 15995  |
| 31 octobre 2009   | J12     | Lille OSC              | Dom. | 0-2   | Rapport |                                                          | 20     | 13104  |
| 7 novembre 2009   | J13     | AS Monaco              | Ext. | 0-0   | Rapport |                                                          | 20     | 6347   |
| 21 novembre 2009  | J14     | Olympique lyonnais     | Dom. | 1-1   | Rapport | Ljuboja (73e)                                            | 20     | 15563  |
| 28 novembre 2009  | J15     | FC Lorient             | Ext. | 2-2   | Rapport | Matsui (63e), Juan (71e)                                 | 20     | 8736   |
| 6 décembre 2009   | J16     | Toulouse FC            | Dom. | 1-0   | Rapport | Dieuze (81e)                                             | 20     | 13865  |
| 13 décembre 2009  | J17     | FC Sochaux             | Ext. | 1-0   | Rapport |                                                          | 20     | 10606  |
| 16 décembre 2009  | J11     | Le Mans UC             | Ext. | 1-0   | Rapport |                                                          | 20     | 8020   |
| 19 décembre 2009  | J18     | OGC Nice               | Dom. | 1-1   | Rapport | Dieuze (75e)                                             | 20     | 13623  |
| 23 décembre 2009  | J19     | Paris Saint-Germain    | Ext. | 4-0   | Rapport |                                                          | 20     | 32548  |
| 16 janvier 2010   | J20     | AS Saint-Étienne       | Dom. | 1-2   | Rapport | Varrault (csc) (42e)                                     | 20     | 13677  |
| 20 janvier 2010   | J21     | Girondins de Bordeaux  | Dom. | 1-3   | Rapport | Batlles (45e)                                            | 20     | 13336  |
| 30 janvier 2010   | J22     | Stade rennais          | Ext. | 4-0   | Rapport |                                                          | 20     | 17515  |
| 6 février 2010    | J23     | AJ Auxerre             | Dom. | 5-0   | Rapport | Ljuboja (8e), Akrour (10e, 42e), Matsui (36e, 53e)       | 20     | 12849  |
| 13 février 2010   | J24     | Montpellier HSC        | Ext. | 1-0   | Rapport |                                                          | 20     | 14122  |
| 20 février 2010   | J25     | Valenciennes FC        | Dom. | 0-1   | Rapport |                                                          | 20     | 12660  |
| 27 février 2010   | J26     | AS Nancy-Lorraine      | Ext. | 0-2   | Rapport | Ravet (14e, 78e)                                         | 20     | 14667  |
| 7 mars 2010       | J27     | Le Mans UC             | Dom. | 1-1   | Rapport | Akrour (2e)                                              | 20     | 12828  |
| 14 mars 2010      | J28     | Lille OSC              | Ext. | 1-0   | Rapport |                                                          | 20     | 14000  |
| 20 mars 2010      | J29     | AS Monaco              | Dom. | 0-0   | Rapport |                                                          | 20     | 12949  |
| 27 mars 2010      | J30     | Olympique lyonnais     | Ext. | 2-0   | Rapport |                                                          | 20     | 32323  |
| 3 avril 2010      | J31     | FC Lorient             | Dom. | 1-2   | Rapport | Akrour (3e)                                              | 20     | 12744  |
| 10 avril 2010     | J32     | Toulouse FC            | Ext. | 4-0   | Rapport |                                                          | 20     | 13167  |
| 17 avril 2010     | J33     | FC Sochaux             | Dom. | 2-2   | Rapport | Ljuboja (55e), Matsui (63e)                              | 20     | 12960  |
| 24 avril 2010     | J34     | OGC Nice               | Ext. | 2-1   | Rapport | Akrour (23e)                                             | 20     | 8399   |
| 27 avril 2010     | J35     | Paris Saint-Germain    | Dom. | 4-0   | Rapport | Batlles (26e), Dieuze (44e), Akrour (65e), Ljuboja (68e) | 20     | 12386  |
| 5 mai 2010        | J36     | RC Lens                | Ext. | 1-1   | Rapport | Courtois (45e)                                           | 20     | 32686  |
| 8 mai 2010        | J37     | US Boulogne            | Dom. | 2-0   | Rapport | Ljuboja (35e, 82e)                                       | 20     | 12863  |
| 15 mai 2010       | J38     | Olympique de Marseille | Ext. | 2-0   | Rapport |                                                          | 20     | 55808  |

### Coupe de la Ligue
| Date              | Tour  | Adversaire | Lieu                       | Score | Rapport | Buteurs | Public | Diffusion         |
| 22 septembre 2009 | 1/16e | FC Lorient | Stade du Moustoir, Lorient | 1-0   | Rapport |         | 7202   | France Télévision |

### Coupe de France
| Date            | Tour  | Adversaire      | Lieu                       | Score    | Rapport | Buteurs                                      | Public | Diffusion         |
| 23 janvier 2010 | 1/32e | Montpellier HSC | Stade des Alpes, Grenoble  | 3-2 a.p. | Rapport | Matsui (45+2e), Ljuboja (81e), Akrour (104e) | NC     | France Télévision |
| 26 janvier 2010 | 1/16e | Vannes OC       | Stade de la Rabine, Vannes | 4-3 a.p. | Rapport | Juan (77e), Dieuze (82e), Paillot (90+2e)    | NC     | France Télévision |

## Affluence
Malgré la dernière place du club au classement, l'affluence au Stade des Alpes pour cette saison a été de 13 909 spectateurs.

## Classement
À l'issue de la saison, le Grenoble Foot 38 termine à la 20e et dernière place du championnat. Le club est relégué en Ligue 2 pour la saison 2010-2011.
| Rang | Équipe             | Pts | J  | G  | N  | P  | Bp | Bc | Diff |
| ---- | ------------------ | --- | -- | -- | -- | -- | -- | -- | ---- |
| 1    | Marseille L S      | 78  | 38 | 23 | 9  | 6  | 69 | 36 | +33  |
| 2    | Lyon               | 72  | 38 | 20 | 12 | 6  | 64 | 38 | +26  |
| 3    | Auxerre            | 71  | 38 | 20 | 11 | 7  | 42 | 29 | +13  |
| 4    | Lille              | 70  | 38 | 21 | 7  | 10 | 72 | 40 | +32  |
| 5    | Montpellier P      | 69  | 38 | 20 | 9  | 9  | 50 | 40 | +10  |
| 6    | Bordeaux T         | 64  | 38 | 19 | 7  | 12 | 58 | 40 | +18  |
| 7    | Lorient            | 58  | 38 | 16 | 10 | 12 | 54 | 42 | +12  |
| 8    | Monaco             | 55  | 38 | 15 | 10 | 13 | 39 | 45 | -6   |
| 9    | Rennes             | 53  | 38 | 14 | 11 | 13 | 52 | 41 | +11  |
| 10   | Valenciennes       | 52  | 38 | 14 | 10 | 14 | 50 | 50 | 0    |
| 11   | Lens P             | 48  | 38 | 12 | 12 | 14 | 40 | 44 | -4   |
| 12   | Nancy              | 48  | 38 | 13 | 9  | 16 | 46 | 53 | -7   |
| 13   | Paris SG C         | 47  | 38 | 12 | 11 | 15 | 50 | 46 | +4   |
| 14   | Toulouse           | 47  | 38 | 12 | 11 | 15 | 36 | 36 | 0    |
| 15   | Nice               | 44  | 38 | 11 | 11 | 16 | 41 | 57 | -16  |
| 16   | Sochaux            | 41  | 38 | 11 | 8  | 19 | 28 | 52 | -24  |
| 17   | Saint-Étienne      | 40  | 38 | 10 | 10 | 18 | 27 | 45 | -18  |
| 18   | Le Mans            | 32  | 38 | 8  | 8  | 22 | 36 | 59 | -23  |
| 19   | Boulogne-sur-Mer P | 31  | 38 | 7  | 10 | 21 | 31 | 62 | -31  |
| 20   | Grenoble           | 23  | 38 | 5  | 8  | 25 | 31 | 61 | -30  |

| Qualifications pour la saison 2010-2011 - Phase de groupes de la Ligue des champions - Tour de barrages de la Ligue des champions - Tour de barrages de la Ligue Europa - 3e tour de qualification de la Ligue Europa | Relégations pour la saison 2010-2011 - Maintien en Ligue 1 - Relégation en Ligue 2 | Abréviations P : Promus en Ligue 1 en 2009 T : Tenant du titre 2009 C : Vainqueur de la Coupe de France 2009-2010 L : Vainqueur de la Coupe de la Ligue 2009-2010 S : Vainqueur du Trophée des champions 2010 |